# Vicente Revuelta
Vicente Revuelta Planas (La Habana, 5 de junio de 1929 - La Habana, 10 de enero de 2012) fue un actor, director teatral y pedagogo cubano.
En 1958 fundó el Grupo Teatro Estudio, junto a su hermana Raquel Revuelta . Se le considera uno de los creadores de la vanguardia teatral cubana.
En 1999, recibió el Premio Nacional de Teatro de Cuba.
Es considerado uno de los actores y directores artísticos más relevantes de América Latina.

## Biografía
Vicente F. Revuelta Planas nació en La Habana, el 5 de junio de 1929, hijo del poeta español Vicente Revuelta Revuelta, conocido como el sacristán de Vargas. Creció con su padre español, su madre cubana y su única hermana, Raquel Revuelta, también actriz.
Comenzó su carrera artística como cantante, a la edad de 7 años, en un concurso de aficionados en el Teatro Principal de la Comedia y luego en programas de radio. Su primer papel como actor fue en 1946, con el grupo ADAD, en la obra Prohibido suicidarse en primavera de Alejandro Casona.
Ingresó en la Escuela Municipal de Arte Dramático, mientras siguió trabajando con el ADAD y más tarde en el Patronato de Teatro y en el Teatro Universitario. Con este último grupo visita México y Guatemala.

## Vida
En 1950 y formando parte del Grupo Escénico Libre dirige su primera obra El recuerdo de Berta de Tennessee Williams.
En 1952 viaja a Europa a realizar estudios en la Escuela Anexa a la compañía de Jean Louis Barralt en París, en el Taller de Arte Dramático de Tania Balachova, así como también recibe clases de pantomima y expresión corporal con Etienne Decroux.
Asiste a un Congreso por la Paz en Viena y viaja por Italia Integrándose a un curso de verano en la Escuela de Cinematografía de Roma (Cinecitá).
A finales de 1954 regresa a Cuba incorporándose a la Sociedad Cultural Nuestro Tiempo, donde brinda seminarios, conferencias y publica cuatro números de Cuadernos de Cultura Teatral.
En 1958 funda, junto con su hermana Raquel Revuelta el grupo Teatro Estudio, el cual se ha caracterizado por presentar lo mejor y más avanzado del repertorio teatral cubano e internacional.
A partir de 1959 no ha dejado de dirigir, actuando también en algunas de sus obras y en diversos filmes.
Entre sus trabajos más significativos están El viaje de un largo día hacia la noche; Fuenteovejuna; El alma buena de Se-Chuan; Madre Coraje; El cuento del zoológico; El perro del hortelano; Galileo Galilei, y La duodécima noche, entre muchas otras
Ha realizado giras a Italia, al Festival de Aviñón, Joven Teatro de Lieja, Bulgaria, Yugoslavia, España, Portugal, Festivales de Sitges y el FITEI, Colombia, Venezuela, Nicaragua, México y Polonia.
Su labor docente también ha continuado con clases de actuación en varios grupos como en la primera escuela de cinematografía creada en Cuba por el Movimiento Nacional de Cine Aficionados de Cuba (MNCAC) (donde hizo las veces de jurado en los tres Festivales realizados por este Movimiento) e instituciones culturales y en el Instituto Superior de Arte (ISA) Universidad de las Artes. Reconocido doctor honoris causa en Arte por el Instituto Superior de Arte.
Ha brindado conferencias en más de 15 países de América Latina y Europa, y sus puestas en escena han viajado a un considerable número de escenarios de todo el mundo.

## Obras dirigidas por Vicente Revuelta Planas
- Juana de Lorena.
- Largo viaje de un día hacia la noche.
- El alma buena de Se Chuan.
- Los fusiles de madre Carrar.
- Fuenteovejuna.
- Madre Coraje y sus hijos.
- La noche de los asesinos.
- Santa Juana de América.
- El precio.
- Las tres hermanas.
- El travieso Jimmy.
- La duodécima noche.
- Antes del desayuno.
- Cuento del zoológico.
- Galileo Galilei.
- Historia de un caballo.
- En el parque.
- La vieja dama muestra sus medallas.
- Sueño de una noche de verano
- Time ball

## Actuaciones para el teatro
- 1946– “Prohibido suicidarse en primavera”, “Nuestro pueblito”, “Juana de Lorena”, “Jorge y Margarita”, “Cándida”, “La hermosa gente”.
- 1948- “El travieso Jimmy”, “El hombre, la bestia y la virtud”.
- 1950– “Medea”, “La marquesa Rosalinda”, “El tesoro y la liebre”, “Propiedad clausurada”, “El recuerdo de Berta”.
- 1951- “La voz humana”, “Yerma”, “La zapatera prodigiosa”, “La Dama de las Camelias”, “Don Juan Tenorio”, “El círculo de tiza caucasiano”.
- 1960– “Los fusiles de la madre Carrar”, “Madre Coraje y sus hijos”.
- 1962- “Basa Yelieznova”.
- 1963- “Fuenteovejuna”
- 1968- “El becerro de oro”, “Las vacas gordas”
- 1974- “Galileo Galilei”
- 1975- “El Inspector”, “Los diez días que estremecieron al mundo”,
- 1978- “El Precio”
- 1981- “La duodécima noche”.
- 1982- “La vieja dama muestra sus medallas” (Reposición)
- 1983- “El cuento del zoológico”. (Reposición)
- 1985- “Galileo Galilei”
- 1992- “Medida por medida”.
- 1997  - “La zapatera prodigiosa”.

## Premios y distinciones
1999 Premio Nacional de Teatro junto a su hermana Raquel
1988 Orden "Félix Varela"
1986 Premio Tinajón Camagüeyano por la dirección de En el parque
1982 Medalla "Alejo Carpentier"
1982 Premio del Festival de Teatro de La Habana por su actuación y dirección artística de La duodécima noche
1980 Premio del 1.er. Festival de Teatro de La Habana -compartido con José A. Rodríguez- por su actuación en El precio.
1979 Premio Espada de Oro, de Bulgaria, por la dirección de Santa Juana de América
1966 Gallo de La Habana por la dirección de La noche de los asesinos